# Bezbednost informacija
Bezbednost informacija, ponekad skraćena na infosec, jeste praksa zaštite informacija ublažavanjem informacionih rizika. To je deo informacionog upravljanja rizikom. Time je obično obuhvaćeno sprečavanje ili barem smanjenje verovatnoće neovlašćenog/neprikladnog pristupa, upotrebe, otkrivanja, ometanja, brisanja/uništavanja, korupcije, modifikacije, inspekcije, evidentiranja ili devalvacije, mada to može uključivati i smanjenje štetnih uticaja incidenata.
Informacije mogu poprimiti bilo koji oblik, npr. elektronski ili fizički, opipljivi (npr. papirni dokumenti) ili nematerijalni (npr. znanje). Osnovni fokus informacione bezbednosti je na balansiranoj zaštiti poverljivosti, integriteta i dostupnosti podataka (što je poznato i kao CIA trijada), uz istovremeno održvanje fokusa na efikasnoj implementaciji smernica, bez ometanja produktivnosti organizacije. To se uglavnom postiže strukturiranim procesom upravljanja rizikom koji obuhvata:
- Identifikacija informacija i srodnih sredstava, plus potencijalne pretnje, ranjivosti i uticaji;
- Procena rizika;
- Donošenje odluka o načinu tretiranja rizika, tj. njihovog izbegavanja, ublažavanja, raspodele ili prihvatanja;
- Ako je neophodno ublažavanje rizika, vrši se izbor ili dizajn odgovarajućih bezbednosnih kontrola i njihovo sprovođenje;
- Nadgledanje aktivnosti, i prema potrebi prilagođavanje radi rešavanja problematičnih situacija, prilagođavanja promenama i sprovođenja mogućih poboljšanja.[10]

Da bi standardizovali ovu disciplinu, akademici i profesionalci sarađuju na izradi smernica, preporuka i industrijskih standarda vezanih za lozinke, antivirusni softver, zaštitne zidove, softver za šifrovanje, pravnu odgovornost, sigurnosnu svest i obuku itd. Ovoj standardizaciji mogu da doprinesu razni zakoni i propisi koji utiču na pristup podacima, obradi, skladištenju, prenosu i uništavanju podataka. Međutim, primena kakvih standarda i smernica unutar datog entiteta može imati ograničen efekat ako se ne usvoji kultura procesa kontinuiranog unapređivanja.

## Definicija
U nastavku su predložene različite definicije informacione bezbednosti, sažete iz različitih izvora:
1. „Očuvanje poverljivosti, integriteta i dostupnosti informacija. Napomena: Osim toga, mogu biti uključena i druga svojstva, kao što su autentičnost, odgovornost, neporicanje i pouzdanost.“ (ISO/IEC 27000:2009)[17]
2. „Zaštita informacija i informacionih sistema od neovlašćenog pristupa, korišćenja, otkrivanja, ometanja, modifikacije ili uništenja u cilju obezbeđivanja poverljivosti, integriteta i dostupnosti.“ (CNSS, 2010)[18]
3. „Osigurava da samo ovlašćeni korisnici (poverljivost) imaju pristup tačnim i potpunim informacijama (integritet) kada je to potrebno (dostupnost).“ (ISACA, 2008)[19]
4. „Informaciona bezbednost je proces zaštite intelektualne svojine organizacije.“ (Pipkin, 2000)[20]
5. „...bezbednost informacija je disciplina upravljanja rizicima, čiji je posao da upravlja troškovima informacionog rizika za poslovanje. (McDermott and Geer, 2001)[21]
6. „Dobro informisan osećaj sigurnosti da su informacioni rizici i kontrole u ravnoteži. (Anderson, J., 2003)[22]
7. „Informaciona bezbednost je zaštita informacija i minimizira rizik od izlaganja informacija neovlašćenim stranama.(Venter and Eloff, 2003)[23]
8. „Informaciona bezbednost je multidisciplinarna oblast studija i profesionalne delatnosti koja se bavi razvojem i implementacijom bezbednosnih mehanizama svih raspoloživih vrsta (tehničkih, organizacionih, ljudski orijentisanih i pravnih) u cilju čuvanja informacija na svim svojim lokacijama (unutar i van perimetra organizacije) i, shodno tome, informacioni sistemi, gde se informacije kreiraju, obrađuju, čuvaju, prenose i uništavaju, bez pretnji.[24] Pretnje informacijama i informacionim sistemima mogu se kategorisati i definisati odgovarajući bezbednosni cilj za njih, za svaku kategoriju pretnji.[25] Skup bezbednosnih ciljeva, identifikovanih kao rezultat analize pretnji, treba periodično revidirati kako bi se obezbedila njegova adekvatnost i usklađenost sa okruženjem koje se razvija.[26] Trenutno relevantni skup bezbednosnih ciljeva može uključivati takođe: poverljivost, integritet, dostupnost, privatnost, autentičnost i pouzdanost, neporicanje, odgovornost i mogućnost revizije."(Cherdantseva and Hilton, 2013)[16]
9. Bezbednost informacija i informacionih resursa korišćenjem telekomunikacionih sistema ili uređaja znači zaštitu informacija, informacionih sistema ili knjiga od neovlašćenog pristupa, oštećenja, krađe ili uništenja. (Kurose and Ross, 2010).[27]

## Pregled
U osnovi informacione sigurnosti je osiguranje informacija, čin održavanja poverljivosti, integriteta i dostupnosti informacija (engl. confidentiality, integrity and availability - CIA), čime se osigurava da informacije ne budu ugrožene na bilo koji način kada se pojave kritična pitanja. Ovi problemi uključuju, ali nisu ograničeni na prirodne katastrofe, neispravnost računara/servera i fizičke krađe. Iako je poslovanje na papiru još uvek preovlađujuće i zahteva svoj sopstveni skup bezbednosnih praksi, digitalne inicijative preduzeća postaju sve naglašenije, pri čemu se sa sigurnošću informacija obično bave stručnjaci za bezbednost informacionih tehnologija (IT). Ovi stručnjaci primenjuju informatičku sigurnost na tehnologiju (najčešće neki oblik računarskog sistema). Vredi napomenuti da računar nužno ne podrazumeva kućni desktop. Računar je bilo koji uređaj sa procesorom i nešto memorije. Takvi uređaji mogu biti u rasponu od samostalnih uređaja kao što su jednostavni kalkulatori, do umreženih računarskih uređaja poput pametnih telefona i tablet računara. Stručnjaci za IT sigurnost gotovo se uvek nalaze u velikim preduzećima/ustanovama zbog prirode i vrednosti podataka unutar većih biznisa. Oni su odgovorni su za čuvanje celokupne tehnologije unutar kompanije od zlonamernih sajber napada koji često pokušavaju da steknu kritične privatne informacije ili dobiju kontrolu nad unutrašnjim sistemima.

## Literatura
- Anderson, K., "IT Security Professionals Must Evolve for Changing Market", SC Magazine, October 12, 2006.
- Aceituno, V., "On Information Security Paradigms", ISSA Journal, September 2005.
- Dhillon, G., Principles of Information Systems Security: text and cases, John Wiley & Sons, 2007.
- Easttom, C., Computer Security Fundamentals (2nd Edition) Pearson Education, 2011.
- Lambo, T., "ISO/IEC 27001: The future of infosec certification", ISSA Journal, November 2006.
- Dustin, D., " Awareness of How Your Data is Being Used and What to Do About It", "CDR Blog", May 2017.
- Allen, Julia H. (2001). The CERT Guide to System and Network Security Practices. Boston, MA: Addison-Wesley. ISBN 978-0-201-73723-3.
- Krutz, Ronald L.; Russell Dean Vines (2003). The CISSP Prep Guide (Gold изд.). Indianapolis, IN: Wiley. ISBN 978-0-471-26802-4.
- Layton, Timothy P. (20. 7. 2006). Information Security: Design, Implementation, Measurement, and kvhmCompliance. Boca Raton, FL: Auerbach publications. ISBN 978-0-8493-7087-8.
- McNab, Chris (2004). Network Security Assessment. Sebastopol, CA: O'Reilly. ISBN 978-0-596-00611-2.
- Peltier, Thomas R. (2001). Information Security Risk Analysis. Boca Raton, FL: Auerbach publications. ISBN 978-0-8493-0880-2.
- Peltier, Thomas R. (2002). Information Security Policies, Procedures, and Standards: guidelines for effective information security management. Boca Raton, FL: Auerbach publications. ISBN 978-0-8493-1137-6.
- White, Gregory (2003). All-in-one Security+ Certification Exam Guide. Emeryville, CA: McGraw-Hill/Osborne. ISBN 978-0-07-222633-1.
- Dhillon, Gurpreet (2007). Principles of Information Systems Security: text and cases. NY: John Wiley & Sons. ISBN 978-0-471-45056-6.

## Spoljašnje veze
- DoD IA Policy Chart on the DoD Information Assurance Technology Analysis Center web site.
- patterns & practices Security Engineering Explained
- Open Security Architecture- Controls and patterns to secure IT systems
- IWS – Information Security Chapter Архивирано на веб-сајту  (8. новембар 2019)
- Ross Anderson's book "Security Engineering"